# Stig Westerberg
Stig Evald Börje Westerberg (26 de novembre de 1918 - 1 de juliol de 1999) va ser un director i pianista suec, la carrera del qual es va basar principalment al seu país natal.

## Biografia
Nascut a Malmö, Stig Westerberg va estudiar a la Reial Acadèmia de Música d'Estocolm de 1937 a 1942, amb Melchior Melchers (teoria) i Tor Mann (direcció). Després de la Segona Guerra Mundial, també va estudiar a París amb Paul Kletzki.
Va ser repetidor a la Òpera Reial Sueca de 1943 a 1946, i també va debutar dirigint l'⁣Orquestra Simfònica de la Ràdio Sueca el 1946. Altres càrrecs ocupats durant aquest temps van ser director de l'⁣Oscarsteatern de 1947 a 1948, i director musical de l'Orquestra Simfònica de Gävle de 1949 a 1953, i director de la Òpera Reial Sueca de 1953 a 1957. Durant 25 anys, Westerberg va dirigir l'Orquestra Simfònica de la Ràdio Sueca, de 1958 a 1983, i va elevar el nivell del conjunt a nivell internacional. Va defensar compositors suecs com Hugo Alfvén, Kurt Atterberg, Allan Pettersson i Wilhelm Stenhammar al costat del repertori bàsic.
De 1978 a 1985, va ser director titular de l'⁣Orquestra Simfònica de Malmö.
Westerberg va estrenar més de 80 obres i va deixar un important llegat d'emissions i d'enregistraments als segells BIS, Caprice, Sterling i Swedish Society.
Westerberg va morir a Lidingö.

## Enregistraments
La discografia de Westerberg consta de moltes obres orquestrals sueques dels segles XIX i XX, com ara Förklädd Gud de Larsson amb Lars Ekborg, Elisabeth Söderström i Erik Saedén, així com alguns discos d'òpera, com Aniara i Estrella de Soria. Les gravacions de ràdio inclouen Elgar, Grieg i Offenbach.